# Armadillidium ruffoi
Armadillidium ruffoi is een pissebed uit de familie Armadillidiidae. De wetenschappelijke naam van de soort is voor het eerst geldig gepubliceerd in 1940 door Arcangeli.